# Chanithus pannonica
Chanithus pannonica är en insektsart. Chanithus pannonica ingår i släktet Chanithus och familjen Dictyopharidae.

## Underarter
Arten delas in i följande underarter:
- C. p. diminuta
- C. p. fieberi
- C. p. viridis